# Józef Wiśniewski (major)

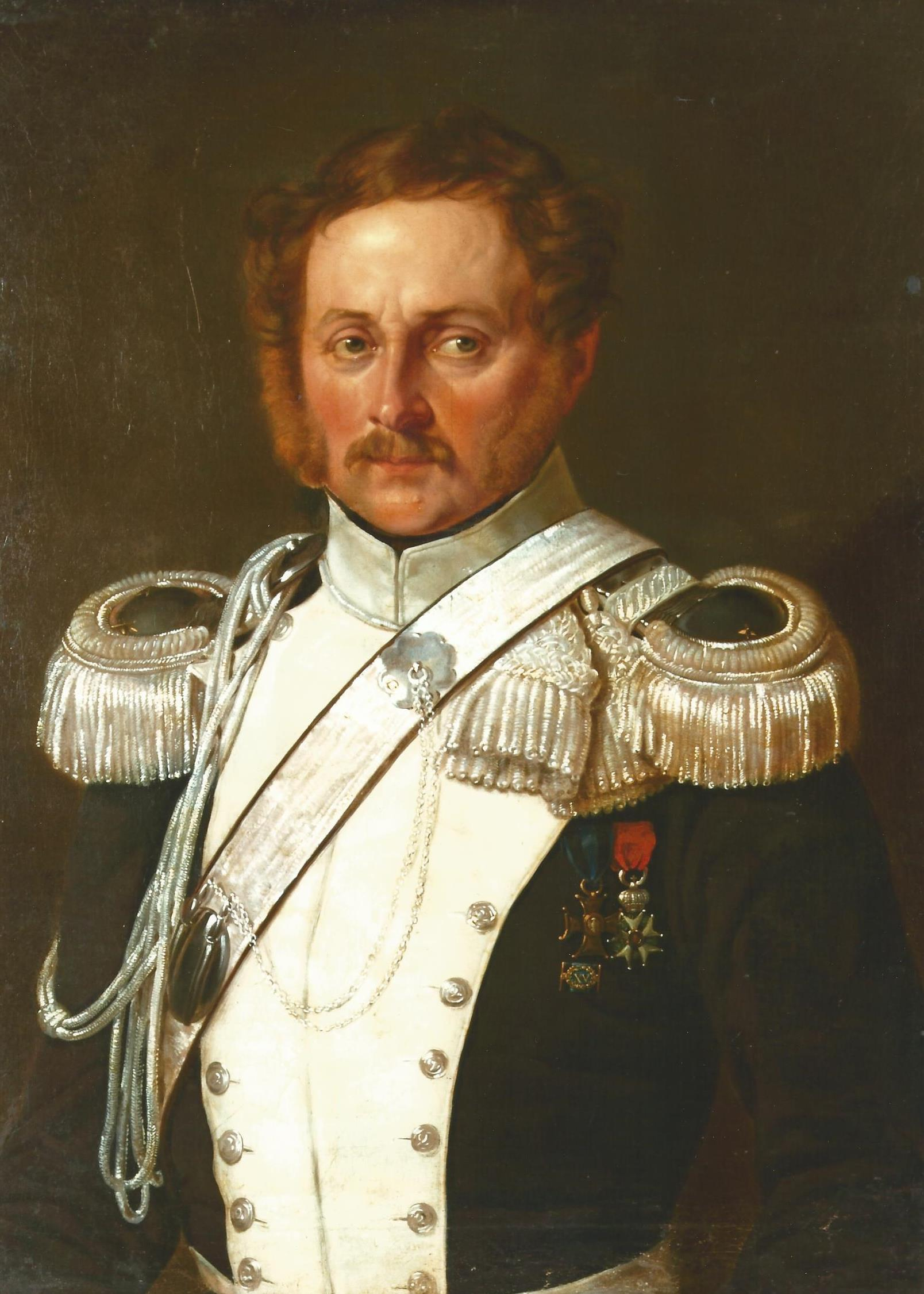
portret Józefa Wiśniewskiego, autor Aleksander Kokular (Muzeum Wojska Polskiego w Warszawie).

Józef Wiśniewski (ur. 19 marca 1788 w Żaboklikach, zm. 26 kwietnia 1864 w Nosach-Poniatkach) – major kawalerii, dowódca Pułku Krakusów Księcia Józefa Poniatowskiego (1831), porucznik wojsk napoleońskich.

## Życiorys
Urodził się 19 marca 1788 w Żaboklikach na Podlasiu jako syn Franciszka Wiśniewskiego i Józefy z Myszczyńskich. W młodości walczył w armii napoleońskiej, był podporucznikiem 9 pułku Ułanów Francusko-Polskich. Za męstwo w walce został odznaczony Orderem Legii Honorowej i Medalem św.Heleny. W okresie Królestwa Kongresowego służył w  2 Pułku Ułanów, był oficerem w randze kapitana. Otrzymał odznaczenie za XV lat wzorowej służby w Wojsku Polskim oraz został awansowany do stopnia majora.
Po wybuchu powstania listopadowego formował w Piotrkowie, z ochotników z woj. kaliskiego, Pułk Krakusów Księcia Józefa Poniatowskiego.
Po 8 lutego 1831 I szwadron tego pułku w sile 120 ludzi i stu koni dołączył do korpusu Dwernickiego, chrzest bojowy przeszedł w bitwie pod Stoczkiem. 14 marca 1831 Wiśniewski został odznaczony Złotym Krzyżem Orderu Virtuti Militari.
W 1836 nabył od Michała Skarbka majątek ziemski Żelazowa Wola z dworem, w którym urodził się Fryderyk Chopin. Spłacił zobowiązania hipoteczne Skarbka wobec Mikołaja Chopina (ojca Fryderyka) i innych wierzycieli lub kupił majątek na licytacji. Właścicielem Żelazowej Woli pozostawał do 1843. Następnie zamieszkał w Nosach Poniatkach, w majątku który zakupił w sierpniu 1841. Żonaty z Eufemią z Bormanów, mieli syna.

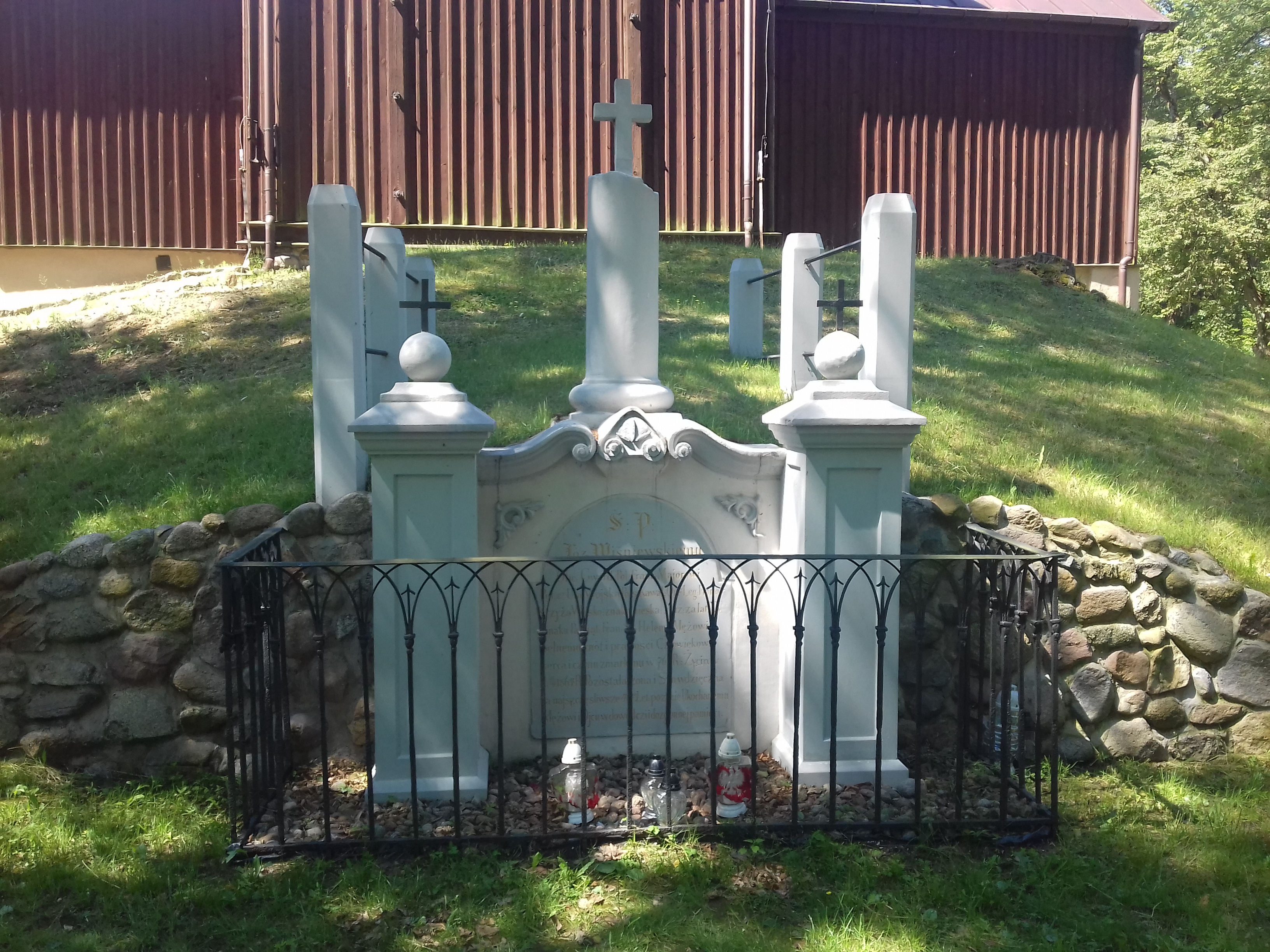
Nagrobek mjr. Józefa Wiśniewskiego

Zmarł 26 kwietnia 1864, został pochowany przy kościele p.w. Świętej Trójcy w Lutkówce. Żona ufundowała nagrobek, który zachował się do czasów współczesnych. Na tablicy nagrobnej jest wyryty napis:
Ś:P:Józ:Wiśniewskiemu
ofic: Gward: Pol-Franc:
Majorowi Puł:2oUła:Wojska Pol:
Kawal: Or: Leg: Honor
Krzyża Wojsko: znaku nieska: służ: za lat XV
i znaku Pamiąt: Fran: Św.Heleny.
Mężowi pełnemu cnót i prawości Człowiekowi serca i czynu zmarłemu w 76tmR: życia, w d:26/4 1864R:
Pozostała żona i syn wdzięczna za najszczęśliwsze 40Let: pożycie
Ukochanemu Mężowi i Ojcu w dowód czci i dozgonnej pamięci.
24 września 2016 mjr. Józef Wiśniewski został patronem Publicznej Szkoły Podstawowej w Lutkówce.